# Diocesi di Flenucleta
La diocesi di Flenucleta (in latino: Dioecesis Flenucletensis) è una sede soppressa e sede titolare della Chiesa cattolica.

## Storia
Flenucleta, nell'odierna Algeria, è un'antica sede episcopale della provincia romana della Mauritania Cesariense.
Unico vescovo conosciuto di questa diocesi africana è Felice, il cui nome appare all'84º posto nella lista dei vescovi della Mauritania Cesariense convocati a Cartagine dal re vandalo Unerico nel 484; Felice era già deceduto in occasione della redazione di questa lista.
Dal 1933 Flenucleta è annoverata tra le sedi vescovili titolari della Chiesa cattolica; dal 19 novembre 2012 il vescovo titolare è Nil Jurij Luščak, O.F.M., vescovo ausiliare di Mukačevo.

## Cronotassi

### Vescovi residenti
- Felice † (menzionato nel 484)

### Vescovi titolari
- Julien Le Couëdic † (21 febbraio 1967 - 10 dicembre 1970 dimesso)
- Antoine Mayala ma Mpangu † (30 agosto 1971 - 27 aprile 1973 succeduto vescovo di Kisantu)
- Nicholas Mang Thang (21 giugno 1988 - 21 novembre 1992 nominato vescovo di Hakha)
- João Braz de Aviz (6 aprile 1994 - 12 agosto 1998 nominato vescovo di Ponta Grossa)
- Hélio Adelar Rubert (4 agosto 1999 - 24 marzo 2004 nominato vescovo di Santa Maria)
- Joseph Walter Estabrook † (7 maggio 2004 - 4 febbraio 2012 deceduto)
- Nil Jurij Luščak, O.F.M., dal 19 novembre 2012